# 第200親衛砲兵旅団 (ロシア陸軍)
第200親衛砲兵旅団（だい200しんえいほうへいりょだん、ロシア語: 200-я гвардейская артиллерийская бригада）は、ロシア陸軍の旅団。第29諸兵科連合軍隷下。

## 歴史
- 2022年：ウクライナ侵攻（特別軍事作戦）に参加[1]。
- 2024年：東部軍管区での最優良部隊に認められる[1]。
- 2025年2月21日：名誉称号「親衛隊」と「ガーズ」を授与される[3]。